# Forzée
Forzée est un petit village belge de la commune de Rochefort situé en Région wallonne dans la province de Namur.
On y trouve le Petit Théâtre de la Grande Vie

## Patrimoine
- Pour des raisons de sécurité l'église de Forzée fut démolie. Cependant, les cloches de son clocher furent montées sur un campanile érigé à l'endroit même où se trouvait l'église.